# Литературный музей Малакки
Литературный музей Малакки (малайск. Muzium Sastera Melaka) — музей, который содержит в себе литературные произведения Малайзии. Расположен в Малакке, Малайзия.

## История
Здание музея строился во время Британской Малайзии на холме Святого Павла в Малакке. Ранее, здание использовалось как резиденция премьер-министра Малайзии, потом здание использовали для тюрьмы. После получения Малайзией независимости в 1957 году, в здании размещался офис Министерства развития государства в Малакке ( малайск. Perbadanan Kemajuan Negeri) до 1974 года. Потом министерство было перемещено в Аир Керох, где и по сегодняшний день находится.

В 1974 году в здании было принято решение создать Литературный музей Малакки.

В 1984 году музей был официально открыт лично Премьер-министром Малайзии Мохд Зин Абдул Гнани. 

С 2008 по май 2009 года в музее проводился капитальный ремонт и модернизация система на общую сумму расходов в размере 1,7 млн. малайзийских рингит (400 тыс.$). 

Город Малакка был внесен в список мирового наследия ЮНЭСКО 7 июля 2008 года. Позже состоялось публичное открытие  музея 1 августа 2009 года.

## Архитектура
Архитектура здания выдержана в классическом малайзийском стиле. Музей имеет дизайн резиденции, подземная часть здания построена как гостиная. Здание двухэтажное. Музей занимает отдельную пристройку, примыкающую к главному зданию.

## Выставка
Материалы музейных экспонатов принадлежат к исторической письменности Малакки, произведения Мунсуи Абдуллы и народного творчества малайцев. А также демонстрируют важность литературы Малакки еще со времен султаната Малакки до времен современного литературоведения . Передняя часть музея демонстрирует фреску, которая изображает эволюцию письменности  Малайзии  - от использования каменных табличек до введения арабского письма, предшественником Джави, заканчивая современными инструментами такими как компьютер и клавиатура. Значительная секция посвящена повести о Ханге Туаге. Также музей представляет ранние известные письма малайцев, датированные еще 16 веком, как вклад Малайзийских авторов, и влияние Ислама на государственные законы. Выставки сопровождаются графическими панелями, выставочными боксами, аудио и визуальными эффектами  и буклетами в киосках.

## Время работы
Музей работает ежедневно по будням с 9.00  до 17.30.